# La città che ha per principe un ragazzo
La città che ha per principe un ragazzo (La Ville dont le prince est un enfant) è una pièce del drammaturgo francese Henry de Montherlant. Il titolo deriva da Ecclesiaste 10:16, "guai a te, o città il cui principe è un ragazzo".

## Trama
André Sevrais, studente di filosofia, frequenta un liceo cattolico a Parigi, dove si invaghisce e stringe una profonda amicizia con un compagno più giovane, Serge Souplier. L'amicizia tra André e Serge non passa inosservata all'Abate di Pradts che, a sua volta ossessionato da Souplier, fa il possibile per allontanare lo studente più giovane da Sevrais. I risultati saranno inaspettati e drammatici. 

## Composizione
Dai tratti fortemente autobiografici, l'opera è ispirata alla formazione dello stesso autore e, in particolare, ai suoi anni all'Institution Notre-Dame de Sainte-Croix. Montherlant ideò il dramma appena diciassettenne, nel 1913, e lo scrisse sotto il titolo di Serge Sandrier. Dopo decenni di revisioni e rimaneggiamenti, Motherlant terminò e pubblicò la pièce nel 1951, per poi tornare a modificarla fino alla pubblicazione di una nuova versione nel 1967. Due anni dopo, nel 1969, pubblicò con il titolo Les Garçons una terza versione del dramma, in cui al personaggio di André Sevrait si sostituiva Alban de Bricoule, già protagonista e alter ego di Montherlant in Le Songe (1922) e Les Bestiaires (1926).

## Produzioni
Una prima versione del dramma andò in scena a Ginevra nel 1952: Montherlant aveva affidato il testo a una compagnia amatoriale, per testare le reazioni del pubblico. Il primo atto ricevette il proprio debutto professionale nel 1963, quando fu messo in scena al Théâtre des Mathurins di Parigi per introdurre un'altra opera di Montherlant, Fils de personne. L'allora sedicenne Patrick Dewaere interpretava André Sevrais.
La città che ha per principe un ragazzo andò in scena nella sua interezza per la prima volta il 13 dicembre 1967 al théâtre Michel di Parigi, con Paul Guers nel ruolo dell'Abate e Didier Haudepin in quello di Sevrais. La pièce fu un grande successo e rimase in cartellone per oltre millecinquecento repliche, fino al 1972. Nel 1955 la pièce va in scena a Londra con il titolo di The Fire that Consumes, tradotto da Vivian Cox e Bernard Miles ed interpretato da Nigel Hawthorne e Dai Bradley. Il dramma vinse il Laurence Olivier Award alla miglior nuova opera teatrale.
Il debutto italiano è del 1993, con la regia e la traduzione di Alberto Testa. La pièce replicò alla chiesa della Nunziatina al Todi Festival dal 31 agosto al 4 settembre, con Antonio Pierfederici (il superiore), Massimiliano Jacolucci (Abate), Andrea Panzini (Serge) e Patrizio Cigliano (André).